# 신해철의 음반 목록
신해철이 그동안 참여, 발매한 음반들은 다음과 같다.

## 무한궤도(데뷔작)
《우리 앞의 생이 끝나갈때》(1989, 한국음반, 대영기획, 지구레코드)
LP는 한국음반에서 1989년 6월 나왔으나, CD는 1991년이 되었을때쯤에야 대영기획과 지구레코드에서 나왔다.
곡의 순서는 CD를 따랐다.
- 우리앞의 생이 끝나갈때
- 여름이야기
- 비를 맞은 천사처럼
- 소망은 그 어디에
- 어둠이 찾아오면
- 조금 더 가까이
- 거리에 서면
- 슬퍼하는 모든 이를 위해
- 끝을 향하여

## 솔로

### 정규 앨범
《슬픈 표정하지 말아요》(1990, 대영에이브이)
- 슬픈 표정하지 말아요
- 떠나보내며
- 너무 어려워
- P.M. 7:20
- 함께가요
- 안녕
- 인생이란 이름의 꿈
- 연극 속에서
- 아직도 날 원하나요
- 고백

《Myself》(1991, 대영에이브이)
- The Greatest Beginning
- 재즈 카페
- 나에게 쓰는 편지
- 다시 비가 내리네
- 그대에게
- 내 마음 깊은 곳의 너
- 아주 오랜 후에야
- 50년 후의 내 모습
- 길 위에서

《Crom's Techno Works》(1998, 도레미레코드)
Disc 1
- 1999
- 50 Years After
- Moon Madness (Aphrodiziac Ver.)
- Tonite
- Jazz Cafe
- Letter To Myself
- Moon Madness (Bedtime Ver.)
- Shy Boy

Disc 2
- It's Alright
- 일상으로의 초대 (Radio Mix)
- 일상으로의 초대 (More Beat Mix)
- 일상으로의 초대 (Extended Mix)
- 나의 시간은 언제쯤 오는가
- A Long Cold Winter's Sleep
- The Virgin Flight
- 매미의 꿈
- 당신을 위로하고 싶은 마음에서 나온 가벼운 성의
- 나의 시간은 언제쯤 오는가
- A Long Cold Winter's Sleep
- The Virgin Flight
- 매미의 꿈(Crom's Flat Mix)
- 당신을 위로하고 싶은 마음에서 나온 가벼운 성의

《MONOCROM》(1999, 도레미레코드)
- 無所有 - I'VE GOT NOTHING
- THE GRINDER
- 니가 진짜로 원하는게 머야
- Machine Massiah
- Textbook Suicide
- I'm Your Man
- Black Sun (Prototype Ver. 2.5)
- Go With The Light

《The Songs For the One》(2007, CJ Music)
- 감격시대 [Instrumental]
- L-O-V-E
- My Way
- A Thousand Dreams Of You
- 하숙생
- I Left My Heart In San Francisco
- Moon River
- 장미
- Something Stupid
- Thank You And I Love You
- When October Goes
- Sway
- 아내에게 바치는 노래
- 재즈 카페
- You Are So Beautiful

《Reboot Myself》(2014, 대영에이브이)
- A.D.D.A
- Catch Me If You Can (바퀴벌레)
- Princess Maker
- 단 하나의 약속

### 라이브 앨범
《91 Myself Tour》(1991, 대영에이브이)
- 내 마음 깊은 곳의 너
- 째즈카페
- 슬픈 표정하지 말아요
- 나에게 쓰는 편지 & 안녕
- 50년 후의 내 모습
- 아주 오랜 후에야
- THE GREATEST LOVE OF ALL
- 연극속에서
- RAINBOW EYES
- 길 위에서

《Homemade Cookies & 99 Crom Live》(1999, 도레미레코드)
Disc 1 (99 Crom Live)
- Machine Messiah
- The Grinder
- I'm Your Man
- 니가 진짜로 원하는게 뭐야
- 안녕
- Go With The Light

Disc 2 (99 Crom Live)
- Drum Solo
- Jazz Cafe
- 날아라 병아리
- 아주 가끔은
- 나에게 쓰는 편지
- It's Alright
- 그대에게
- Introductions

Disc 3 (Homemade Cookes)
- 그들만의 세상 Part.1
- 그들만의 세상 Part.2
- 그들만의 세상 Part.3
- 너 네가 뭔데
- 일상으로의 초대
- 여름은 쉽게 가버렸다
- 민물장어의 꿈

《99 신해철 Monocrom Live Concert Video-vcd》(2000, 스펙트럼뮤직, BigBang)
Disc 1
- Machine Messiah(Live)
- The Grinder(Live)
- '6mm 편집' 투어 콘서트를 위한 이동중 세션들과의 즐거운 모습(Live)
- I'm Your Man(Live)
- 'ENG' 공연전 팬들이 신해철에게(Live)
- 니가 진짜로 원하는게 뭐야(Live)
- Go With The Light(Live)
- 신해철 Interview
- 진솔한 신해철의 얘기들(Live)
- 날아라 병아리(Live)
- 일상으로의 초대
- 공연장에서의 신해철 생일파티(Live)

Disc 2
- 안녕(Live)
- 째즈카페(Live)
- 아주 가끔은(Live)
- 'ENG' 앵콜을 외쳐대는 공연장으로 향하는 신해철의 모습(Live)
- 나에게 쓰는 편지(LIve)
- It's Alright(Live)
- 그대에게(Live)

### 싱글
〈Goodbye Mr.Trouble〉(2012, 미러볼 뮤직)
〈A.D.D.a〉(2014, 다날 엔터테인먼트)

### 컴필레이션 앨범
《변진섭/신해철》(1991, 지구)
- 02. 미소 - 신해철 노래
- 04. 커피한잔 - 신해철 편곡&노래
- 06. Jazz Cafe (Remix Version) - 신해철 (편곡 송재준)
- 08. 안녕 (Remix Version) - 신해철 (편곡 송재준)

《The Best of Shin hae-Chul - Struggling》(2002, EMI KOREA)
Disc 1 (Rock)
- 그대에게
- The Destruction Of The Shell
- 이중인격자
- 세계의 문 Part 1 - 유년의 끝 Part 2 - 우리가 만든 세상을 보라
- Komerican Blues
- The Age Of No God
- 내 마음은 황무지
- Lazenca, Save Us
- The Power
- R.U.Ready?
- Machine Messiah
- 오버액션 맨

Disc 2 (Pop)
- 안녕
- 재즈카페
- 나에게 쓰는 편지
- 도시인
- 아주 가끔은
- 해에게서 소년에게
- The Hero
- 50년후의 내 모습
- It's Alright
- 니가 진짜로 원하는게 뭐야
- Go With The Light
- Into The Arena(Red Devil Theme : 다구리가)

Disc 3 (Ballad)
- 우리 앞의 생이 끝나갈때
- 슬픈 표정 하지 말아요
- 내 마음 깊은 곳의 너
- 인형의 기사 Part 2
- 아버지와 나 Part 1
- The Dreamer
- 날아라 병아리
- The Ocean
- 절망에 관하여
- Here, I Stand For You
- 먼 훗날 언젠가
- 일상으로의 초대
- 민물 장어의 꿈

Disc 4 (VCD)
《SHIN HAE CHUL 20th Anniversary - Remembrance》(2008)
(CD1) Black Album [Hard Rock]
01 )The Destruction of the Shell : 껍질의 파괴
02 ) 세계의 문 : Part 1 유년의 끝 & Part 2 우리가 만든 세상을 보라
03 ) 이중인격자
04 ) Lazenca Save Us
05 ) The Power
06 ) 내 마음은 황무지
07 ) <80’s Series 01> Anarky in the Net
08 ) Into the Arena
09 ) 아! 개한민국 (Clean Ver.)
10 ) Dear America (Clean Ver.)
11 ) Arirang
(CD2) Red Album [Pop Rock]
12 ) R.U. Ready
13 ) 그대에게
14 ) Hope
15 ) Growing Up
16 ) <80’s Series 02> Laura
17 ) 아주 가끔은
18 ) 재즈 카페
19 ) 해에게서 소년에게
20 ) The Hero
21 ) Friends
22 ) Komerican Blues
23 ) 영원히
24 ) The Ocean : 불멸에 관하여
 (CD3) Blue Album [Ballad]
25 ) 우리 앞의 생이 끝나갈 때
26 ) 슬픈 표정 하지 말아요
27 ) 내 마음 깊은 곳의 너
28 ) 인형의 기사 Part 2
29 ) 사탄의 신부 Satan’s Bride
30 ) 아버지와 나 Part 1
31 ) The Dreamer
32 ) 날아라 병아리
33 ) 절망에 관하여
34 ) Here I Stand For You
35 ) 먼 훗날 언젠가
36 ) 일상으로의 초대
37 ) 민물장어의 꿈
(CD4) Purple Album [Synth Pop & Electronica]
38 ) 무소유 I’ve Got Nothing
39 ) 안녕
40 ) Letter to Myself
41 ) 도시인
42 ) Life Manufacturing (Instrumental) : 생명생산
43 ) 눈동자
44 ) 월광
45 ) Requiem For The Embryo (Instrumental)
46 ) The Magic Glass Part 1 – 세상은 요지경
47 ) 니가 진짜로 원하는게 뭐야
48 ) 내일로 가는 문 Part 1- ‘소령 Theme’
49 ) 기도
50 ) Playboy의 최후 (Previously Unreleased)

### 사운드트랙
《바람부는 날이면 압구정동에 가야한다》(1993, 대영기획, 서라벌레코드)
- 코메리칸 블루스
- 설레이는 소년처럼
- 푸른 비닐우산을 펴면
- 눈동자
- 안녕이라 말하고 (Love Theme)
- 후회란 말은 내겐 없는 것
- City Riders (Inst.)
- 하나대 Theme (Inst.)

《정글 스토리》(1996, 삼성뮤직)
- Main Theme From Jungle Story - Part 1
- 내 마음은 황무지
- 절망에 관하여
- Main Theme From Jungle Story - Part 2
- 백수가
- 아주 가끔은
- Jungle Strut
- 70년대에 바침
- 그저 걷고 있는거지

《세기말》(2000, 도레미레코드)
- The Seeds Part1 (Intro)
- Nocturne (Main Theme)
- The Seed Part2 (The Casino)
- The Magic Glass Part1 (세상은 요지경)
- The Seeds Part3 (The Chemical Escape)
- 두섭 Theme1
- 내일로 가는 문 Part1 (소령 Theme)
- End Of Chap1
- 내일로 가는 문 Part2 (Video Monster)
- End Of Chap2
- Bubble Love
- 내일로 가는 문 Part3 (A Gazer)
- 두섭 Theme2
- The Magic Glass Part2 (A Private Disaster)
- End Of Chap3
- 내일로 가는 문 Part4
- 두섭 Theme3
- The Seeds Part4 (Outro)

## 노땐스(with윤상)
《골든힛트》(1996, 킹레코드)
- In The Name Of Justice
- 질주
- 자장가
- 월광/Moon Madness
- 기도(Radio Edit)
- 반격
- Drive
- 달리기
- 기도(Original Version)

## 비트겐슈타인
《Theatre Wittgenstein: Part 1 - A Man's Life》(2000, EMI KOREA)
- Theatre Wittgenstein Part 1
- 백수의 아침
- Friends
- Theatre Wittgenstein Part 2
- 오버액션 맨
- Cynical Love Song
- 수컷의 몰락 Part 1
- Theatre Wittgenstein Part 3
- 소년아 기타를 잡아라
- The Pressure (압박)
- 수컷의 몰락 Part 2
- Dear My Girlfriend

## 참여 앨범
1989년 V.A.〈'88 MBC 대학가요제〉/아세아 레코드
- 01. 그대에게(대상) - 무한궤도

1990년 015B〈015B / 1집 - 공일오비〉/포이보스
- 03. 슬픈 이별 - 신해철 노래
- 08. 난 그대만을 - 신해철 작사&작곡&노래

 1991년 V.A.〈하얀 비요일(O.S.T)〉/안타음반, 대영기획
- 01. 하얀 비요일 - 신해철 노래
- 07. 그대의 품에 다시 안기어 - 신해철 노래

 1991년 V.A.〈DAI YOUNG FAMILY 캐롤 모음집: Happy christmas carol〉/대영기획
- 07. 화이트 X-mas - 신해철

1991년 윤종신 <윤종신 1집〉/포이보스, 현대음향
- 03. 떠나간 친구에게 - 윤종신, 신해철 노래

1991년 015B <015B / 2집 - Second Episode〉/포이보스, 대영
- 02. 이젠 안녕 - 신해철, 윤종신, 015B 노래

 1992년 V.A.〈92 내일은 늦으리 - Don't Waste Wastes〉/대영기획
- 01. 더 늦기 전에 (THEME SONG) - 전원 노래, 신해철 작사&작곡
- 06. 1999 - N.EX.T

 〈내일은 늦으리 - 환경보존 콘서트 video〉/KBS영상사업단
- 13. 도시인 - N.EX.T
- 14. TURN OFF THE TV - N.EX.T
- 15. 1999 - N.EX.T

1994년 전람회〈전람회 / 1집 - EXHIBITION〉/IK POP
- 08. 세상의 문 앞에서 - Duet with 신해철

1995년 V.A.〈'95 내일은 늦으리 - 환경 보전 슈퍼앨범〉/도레미레코드
- 01. '95 내일은 늦으리(주제곡 붉은 바다) - 전원 노래, 신해철 작사&작곡&편곡
- 06.  Maximum Overdrive - N.EX.T

1997년 김덕수〈Kim Duk Soo With His Friends  미스터,장고〉/E&E미디어, 난장기획
- 06. 난장 부기 - N.EX.T

1997년 에메랄드캐슬〈1집 발걸음〉/EMI
- 09. 형과 아우- Duet with 신해철

1997년 V.A.〈유재하를 추모하는 앨범 - 1987: 다시 돌아온 그대 위해〉/T-entertainment
- 04. 텅빈 오늘밤 - 신해철 노래

1997년 한상원〈2집 Funky Station〉/DMR
- 03. 너의 욕심(Funk Version) - with 신해철

1997년 토이〈3집 선물 (Present)〉/E&E Media
- 10. 마지막 로맨티스트 - 신해철 노래

2000년 V.A.〈Star Craft : Game Music Vol. 1〉/대영에이브이
- 05. Zergs Are Coming (Zerg Theme)

2001년 V.A.〈들국화 헌정앨범 A Tribute to 들국화〉/Universal Music, 야컴
- 13. 사랑한 후에 - 신해철

2001년 V.A.〈Rock Big 4(임재범 / 김종서 / 이승철 / 신해철)〉/이앤이미디어
Disc 1
- 10. 먼 훗날 언젠가
- 11. R.U. Ready?
- 12. Here, I Stand For You

Disc 2
- 04. 일상으로의 초대

2001년 V.A.〈락(樂) Memories 1(임재범, 김종서, 이승철, 신해철, 이현우, Y2K)〉/Fusion
Disc 1
- 07. 먼 훗날 언젠가
- 08. R.U. Ready?

Disc 2
- 07. Here I Stand For You
- 08. 일상으로의 초대 - 신해철

2001년 V.A.〈락(樂)& Rock〉/Universal, Coming
Disc 2
- 01. 민물장어의 꿈 - 신해철

2001년 윤종신〈윤종신 Best Collection - From The Beginning〉/대영에이브이, i dream
Disc 1
- 10 . 떠나간 친구에게 with 신해철 외 - 1집 처음 만날 때처럼

2002년 김수철〈Pops & Rock〉/Living sound
- 05. 이대로가 좋을 뿐야 - 신해철 노래

2002년 V.A.〈Indie Power 2002〉/Rock(Korea)
- 08.일상으로의 초대 - feat. 신해철 와이낫?(Ynot?)

2002년 V.A.〈WITH YOU - 붉은악마 공식 응원가 앨범 2002〉
2002 월드컵 직전에 회원용으로 배포된 붉은 악마의 2002 공식 앨범에는 신해철의 '아리랑' 대신 윤도현 밴드의 '아리랑'이 들어가 있다.
- 01. Into the Arena

2002년 V.A.〈꿈은 이루어진다 - Red Devil 2002 Official Album〉/UNIVERSAL MUSIC KOREA, CJ Music
2002년 월드컵 이후 재발매된 이 앨범에는 신해철의 '아리랑'이 들어가는 등 수록곡이 바뀌었고 Special Bonus CD 등이 추가되었다. 2006년 CJ Music에서 재발매된 앨범에는 Special Bonus CD가 없으나 수록곡은 동일하다.
Disc 1
- 01. Into the Arena
- 06. 아리랑

2003년 V.A.〈Project X〉DVD+CD/대영에이브이, 디투엔터테인먼트
DVD
- 01. Killer - 신해철, 싸이

CD
- 01. Sex Crime Violence(Opening) - 신해철
- 13. Killer - 신해철, 싸이

2003년 V.A.〈Project X〉VCD+CD/대영에이브이, 디투엔터테인먼트
VCD
- 04. Killer - 신해철, 싸이

CD
- 01. Sex Crime Violence(opening) - 신해철
- 13. Killer - 신해철, 싸이

2003년 V.A.〈Ten Plus / No More War〉/SONY MUSIC
- 01. No More War!
- 02. No More War! (MV Remix with Angel Voices)

2004년 V.A.〈박노해 시집 노동의 새벽 20주년 헌정 음반〉/YBM서울음반
- 06. 하늘 - Psy(싸이), N.EX.T

2005년 V.A.〈FC Seoul Club Song Grand Slam 2005〉
- 01. We are FC Seoul - N.EX.T

2006년 V.A.〈FC Seoul Club Song Vol.2 - "HIT 2006!!"〉
- 07. We are FC Seoul - N.EX.T

2005년 V.A.〈2005 국악축전 기념음반〉/한국문화예술위원회
Disc 1
- 09. Rush to The Battlefield - 신해철

2006년 V.A.〈Go for the final〉/CJ Music
- 01. 돌격! 아리랑 Part I. - N.EX.T
- 02. 돌격! 아리랑 Part II. - N.EX.T
- 04. 하나의 목소리, 하나의 숨결 - 신해철 & 바다
- 09. 돌격! 아리랑 (Instrumental) - N.EX.T
- 10. 하나의 목소리, 하나의 숨결 (Instrumental)

2006년 V.A.〈천국보다 낯선〉/CJ Music
- 05. Stranger Than Heaven - N.EX.T

2006년 V.A.〈Happy Rock Christmas〉/CJ Music
- 03. Last Christmas - N.EX.T

2007년 V.A.〈쏜다 O.S.T.〉/T-Entertainment
- 13. The Generation Crush 2007 - N.EX.T

2007년 〈D-War：Legend of Dragon〉
- 1. The Virgin Flight (Theme of Imoogi) - N.EX.T